# 索希科希
索希科希（法語：Sauchy-Cauchy，法語發音：[soʃi koʃi]）是法国上法蘭西大區加来海峡省的一个市镇，属于阿拉斯区。

## 地理
索希科希（50°14'8"N, 3°5'52"E）面积4.08 平方千米，位于法国上法蘭西大區加来海峡省，该省份为法国北部沿海省份，西北濒北海，南至索姆省，东临北部省。
与索希科希接壤的市镇（或旧市镇、城区）包括：瓦西勒韦尔热、巴拉勒、马基永、吕莫库尔、索希莱斯特雷。

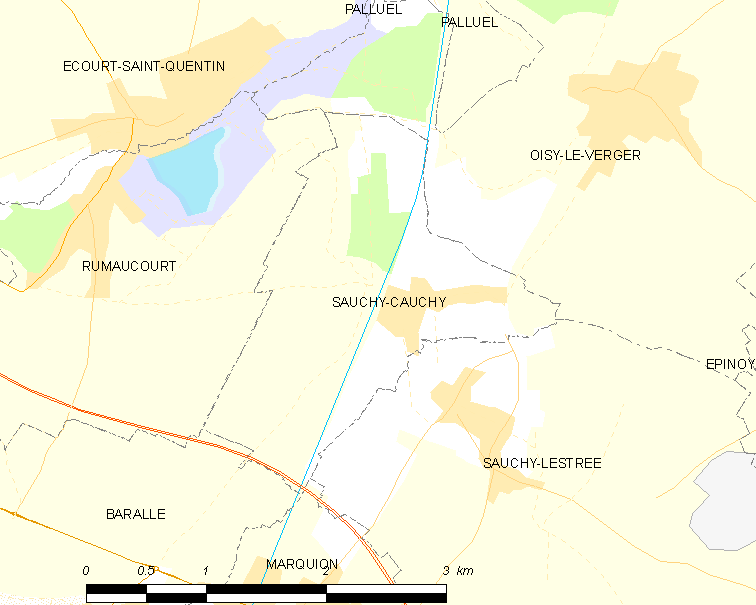
索希科希的OSM定位图

索希科希的时区为UTC+01:00、UTC+02:00（夏令时）。

## 行政
索希科希的邮政编码为62860，INSEE市镇编码为62780。

## 政治
索希科希所属的省级选区为巴波姆县。

## 人口

1962-2008年间索希科希人口变化图示

索希科希于2022年1月1日时的人口数量为381人。